# Marek Gacko
Marek Gacko (ur. 26 listopada 1949 w Białymstoku) – polski lekarz, specjalista w zakresie chirurgii ogólnej, chirurgii naczyń i transplantologii klinicznej, profesor nauk medycznych.

## Droga zawodowa i naukowa
Ukończył Technikum Elektryczne w Białymstoku w 1968, ze specjalnością: radio-telewizja. W latach 1969–1975 studiował na Wydziale Lekarskim Akademii Medycznej – AMB (obecnie Uniwersytet Medyczny – UMB) w Białymstoku.
Specjalizację pierwszego stopnia w zakresie chirurgii ogólnej uzyskał w 1980, drugi stopień w 1987.  W 2003 uzyskał specjalizacje z chirurgii naczyniowej oraz z transplantologii klinicznej.
Na podstawie rozprawy Wpływ hipotermii i chemicznej kardioplegii na hemodynamikę lewej komory serca, w 1985 obronił stopień doktora nauk medycznych.
W 1999 na podstawie dorobku naukowego i rozprawy Rola lizosomalnych enzymów proteolitycznych w patogenezie tętniaka aorty, osiągnął stopień doktora habilitowanego nauk medycznych. W 2009 otrzymał tytuł naukowy profesora nauk medycznych.

## Działalność zawodowa
Po otrzymaniu dyplomu lekarza, w 1975 został zatrudniony w Klinice Chirurgii Klatki Piersiowej, Serca i Naczyń AMB a następnie od 1987 w Klinice Chirurgii Naczyń i Transplantacji AMB w Państwowym Szpitalu Klinicznym – PSK (obecnie Uniwersytecki Szpital Kliniczny – USK) w Białymstoku.
W 2001 objął  funkcję kierownika Kliniki Chirurgii Naczyń i Transplantacji Uniwersytetu Medycznego w Białymstoku, którą pełnił do 2016.
W tym okresie wprowadził w klinice nowoczesne metody leczenia chorób naczyń: endowaskularne leczenie tętniaków aorty brzusznej z zastosowaniem stentgraftów, endowaskularne leczenie niedokrwienia kończyn dolnych, endowaskularne leczenie zwężeń tętnic szyjnych, leczenie zakażeń protez naczyniowych z użyciem allograftów konserwowanych metodą zimnego niedokrwienia. Wprowadzono także łączenie technik endowaskularnych z klasycznym zabiegiem operacyjnym (operacje hybrydowe).

## Główne kierunki pracy naukowej
1. Ochrona mięśnia sercowego przed skutkami niedokrwienia podczas operacji serca z użyciem krążenia pozaustrojowego.
2. Rola proteolizy w patologii ściany naczyniowej ze szczególnym uwzględnieniem patogenezy tętniaka aorty.
3. Zaburzenia hemostazy w chirurgii naczyniowej.
4. Badania nad allogenicznymi przeszczepami naczyniowymi[7].

## Aktywność naukowa i dydaktyczna
Autor i współautor 308 publikacji naukowych, w tym rozdziałów w podręcznikach dla studiów medycznych.
Promotor 6 prac doktorskich; opiekun 2 przewodów habilitacyjnych; kierownik 20 prac magisterskich; recenzent 11 prac doktorskich; 4 przewodów habilitacyjnych; recenzent 5 wniosków na tytuł naukowy profesora.

## Najważniejsze publikacje
- Adamski S., Gacko M., Furman M.,Głowiński S., Witkowski S., Ostapowicz J., Laudański J., Bernacki A.: Wpływ hipotermii i chemicznej kardioplegii na czynność serca. Kard. Pol. 1983, 26: 335-343.
- Gacko M., Chyczewski L.: Activity and localization of cathepsin B, D and G in aortic aneurysm. Int. Surg. 1997, 82: 398-402.
- Gacko M., Głowiński S.: Activities of proteases in parietal thrombus of aortic  aneurysm.   Clin. Chim. Acta 1998, 271: 171-177.
- Gacko M.: Eksperymentalny tętniak aorty.  Post. Hig. Med. Dośw. 2000, 54: 699-722.
- Gacko M.: Rola lizosomalnych enzymów proteolitycznych w patogenezie tętniaka aorty. Pol. Przeg. Chir. 2000, 72:.806 – 814.
- Gacko M., Płoński A., Ostapowicz R., Andrzejewska A., Guzowski A., Łapiński R.:  Allogenic arterial grafts in the treatment of patients with infected vascular grafts - the suggestion of a new way of allografts preservation.  Acta Angiol., 2004, 39-45.
- Panek B., Gacko M.,  Pałka J.: Metalloproteinases, insulin-like growth factor-I and its binding proteins in aortic aneurysm.  Intern. J. Exp. Pathol., 2004, 85: 159 – 164.

## Członkostwo w organizacjach naukowych
- Polskie Towarzystwo Angiologiczne;
- Polskie Towarzystwo Chirurgii Naczyniowej[10];
- Polskie Towarzystwo Lekarskie;
- Polskie Towarzystwo Transplantacyjne;
- Towarzystwo Chirurgów Polskich.

## Działalność społeczna
- Konsultant wojewódzki w dziedzinie transplantologii klinicznej (od 2001);
- Członek Państwowej Komisji Egzaminacyjnej dla specjalności chirurgia naczyniowa (od 2007).

## Nagrody i odznaczenia
- Złoty Krzyż Zasługi (2001)[12];
- Nagrody Rektora AMB/UMB: indywidualną Io dwukrotnie w 2005 indywidualną IIo (1998), nagrody zespołowe – Io (1995 r.), IIo (1984, 1996, 1997, 1998, 2005, 2008) i IIIo (1983, 2008);
- Nagroda Naukowa Zarządu Głównego Polskiego Towarzystwa Farmaceutycznego (2000);
- Nagroda Rektora UMB Za Całokształt Pracy Naukowej (2020)[13].

## Życie prywatne
Żona Anna – doktor nauk przyrodniczych, artysta fotografik. Hobby: muzyka, wspinaczka wysokogórska, turystyka wodna.